# Ipstones
Ipstones es una parroquia civil y un pueblo del distrito de Staffordshire Moorlands, en el condado de Staffordshire (Inglaterra).

## Geografía
Según la Oficina Nacional de Estadística británica, Ipstones tiene una superficie de 24,57 km².

## Demografía
Según el censo de 2001, Ipstones tenía 1510 habitantes (49,8% varones, 50,2% mujeres) y una densidad de población de 61,46 hab/km². El 18,28% eran menores de 16 años, el 75,3% tenían entre 16 y 74, y el 6,42% eran mayores de 74. La media de edad era de 41,59 años. Del total de habitantes con 16 o más años, el 21,47% estaban solteros, el 63,7% casados, y el 14,83% divorciados o viudos.
El 99,01% de los habitantes eran originarios del Reino Unido. El resto de países europeos englobaban al 0,46% de la población, mientras que el 0,53% había nacido en cualquier otro lugar. Según su grupo étnico, el 99,6% eran blancos, el 0,2% asiáticos y el 0,2% de cualquier otro salvo mestizos, negros y chinos. El cristianismo era profesado por el 82,91%, el budismo por el 0,2% y cualquier otra religión, salvo el hinduismo, el judaísmo, el islam y el sijismo, por el 0,33%. El 8,54% no eran religiosos y el 8,01% no marcaron ninguna opción en el censo.
Había 617 hogares con residentes, 24 vacíos, y 18 eran alojamientos vacacionales o segundas residencias.